# هاينر كوخ
هاينر كوخ (بالألمانية: Heiner Koch)‏ هو عالم عقيدة وكاتب ألماني، ولد في 1954 في دوسلدورف في ألمانيا.

## وصلات خارجية
- هاينر كوخ على موقع مونزينجر (الألمانية)